# Catedral de São Pedro e São Paulo (Gliwice)
A Catedral de São Pedro e São Paulo (em polonês/polaco: Katedra św. Apostołów Piotra i Pawła) é uma catedral católica localizada na cidade de Gliwice, na Polônia. É a sede da Diocese de Gliwice.